# Ішем (річка)
Ішем (алб. Ishëm) — річка в Албанії, що протікає через центральну частину країни. Довжина — 74 км, площа басейну 673 км², середня висота над рівнем моря 357 м. Утворена злиттям річки Тирана, потоків Теркуза та Зеза. Дельта розташована на мисі Родон (Кабо, 1990 — 91). Середньорічна витрата води становить 20,9 м³/с, при середньому модулі витрати 31,0 л/с/км². Максимальний потік 1980 м³/сек. Основна кількість твердих речовин, що транспортуються морем, становить 2 млн т/рік. Ішем живиться переважно поверхневими водами з відносно високою мінералізацією 461 мг/л. Температура води коливається з 6,12 °С у січні до 24,7 ° С у серпні. Води річки використовуються для поливу.